# مارتن كرو (منافس ألعاب قوى)
مارتن كرو (بالإنجليزية: Martin Crowe)‏ هو منافس ألعاب قوى أسترالي، ولد في 21 يونيو 1923 في بالارات في أستراليا، وتوفي في 2011.

## وصلات خارجية
- مارتن كرو على موقع النتائج التاريخية لألعاب القوى الأسترالية (الإنجليزية)
- مارتن كرو على موقع أوليمبيديا (الإنجليزية)